# Tombe du Typhon (Tarquinia)
Pour les articles homonymes, voir Tombe du Typhon.
La tombe du Typhon (Tomba del Tifone en italien) est l'une des tombes peintes étrusques, datée des IIe et Ier siècles av. J.-C., de la  nécropole de Monterozzi, proche de la ville de Tarquinia. 

## Description
La tombe à hypogée accessible par un dromos,  est une chambre a volta (voûtée à pilier central) : la chambre principale  comporte des banquettes avec, pour certaines d'entre elles, des sarcophages.  Le décor peint comporte des représentations de rosaces, de dauphins et de vagues stylisées. Sur le pilier, surplombant l'autel du milieu de la pièce et soutenant la voûte,  une représentation du monstre Typhon déploie ses ailes. Les influences hellénistiques sont nettes dans cette dernière œuvre.
Le peintre britannique Samuel James Ainsley en fit des aquarelles au XIXe siècle.